# Nissan Prince Royal
La Nissan Prince Royal è un'autovettura costruita su misura dalla casa automobilistica giapponese Nissan Motor dal 1967 al 1972 per la casa imperiale giapponese.

## Storia
La Prince Royal ha sostituito la Rolls-Royce Phantom V utilizzata negli anni sessanta del XX secolo dalla casa imperiale giapponese, la quale ha a sua volta sostituito la Mercedes-Benz W 07 usata dagli anni trenta. L'industria automobilistica giapponese era in piena espansione negli anni sessanta e la casa imperiale giapponese era alla ricerca di una casa automobilistica giapponese che potesse produrre un'auto adatta all'imperatore del Giappone. Nel settembre 1965 la Prince Motor Company annunciò che avrebbe costruito due di questi veicoli. Nel maggio 1966 la Prince Motor Company si rivolse alla Nissan Motor per progettare e costruire insieme il modello; per tale motivo alla Price Royal, questo il nome scelto per la vettura, venne applicato il marchio Nissan.

## Caratteristiche tecniche
A causa del suo peso elevato è stato necessario utilizzare un motore V8 a valvole in testa da 6,4 L di cilindrata e 256 CV/260 CV di potenza, nonché degli pneumatici speciali Bridgestone progettati appositamente per impieghi gravosi. Le sospensioni anteriori erano indipendenti a doppi bracci trasversali e molle elicoidali, mentre l'asse posteriore era rigido con balestre longitudinali. Tutte le ruote erano dotate di freni a tamburo servoassistiti. Venne inoltre montato un cambio automatico BorgWarner a tre velocità con comandi al piantone dello sterzo. La carrozzeria era limousine quattro porte.
La Prince Royal aveva le porte posteriori incernierate posteriormente, che si aprivano con un angolo particolarmente ampio. Nell'abitacolo erano presenti otto posti disposti in tre file di sedili. I due sedili centrali erano pieghevoli e venivano utilizzati dal personale di sicurezza. Nella parte centrale dell'abitacolo era presente un bar. I sedili posteriori erano rivestiti di tessuto spesso, mentre il guidatore sedeva su una panca di pelle in uno scompartimento separato da un finestrino interno all'abitacolo. I finestrini con doppi vetri erano provvisti di tende. Un telefono era utilizzato per comunicare con l'autista. Nel 2006, le due Prince Royal furono sostituite da quattro Toyota Century Royal.